# Syncomistes rastellus
The drysdale grunter (Syncomistes rastellus) là một loài cá thuộc họ Terapontidae. Nó là loài đặc hữu của Úc.